# فرودگاه شپاکوفسکویه
فرودگاه شپاکوفسکویه (به روسی: Шпаковское) فرودگاهی عمومی واقع در استاوروپول در کشور روسیه است که توسط JSC, Airport Stavropol اداره می‌شود.

## شرکت‌های هواپیمایی و مقصدهای پروازی
| شرکت‌های هواپیمایی | مقصدهای پروازی |
| ----------------- | -------------- |
| آئروفلوت          | شرمتیوو        |
| اس۷ ایرلاینز      | دوموده‌دوو      |
| ترکیش ایرلاینز    | آتاترک         |
| یوتی‌ایر اوییشن    | ونوکووا        |